# خارج التغطية (فلم مغربي)
خارج التغطية هو فيلم تلفزي مغربي من إخراج نور الدين دوكنة سنة 2013، وبطولة كل من مصطفى الزعري، مصطفى الداسوكين، محمد خيي، عزيز حطاب، عزيز داداس، وغيرهم.
يتطرق الفيلم لمسالة تآكل قيم التضامن الأسري وتحلل بنيات التكافل أمام تغلغل أنماط سلوك دخيلة على المجتمع المغربي، مبنية على الفردانية المفرطة.

## القصة
«با حماد» عجوز شارك في حرب الهند الصينية في الخمسينات من القرن الماضي. يحتفظ ببطولات هذه الحقبة ويواظب على سردها لحفيدته «هبة»، فيصبح بطلها الأسطوري الذي لا تنفك تسرد ملاحمه لصديقاتها. لولا أن أمها (زوجة الابن) تكن له مشاعر الكره، فتنجح في إقناع زوجها بطرد والده من البيت. ليواجه المجهول في دروب مدينة مراكش.
ما افتقده العجوز في ابنه وجده لدى أشباهٍ له من المهمشين والبسطاء الذين احتضنوه وشكلوا بينهم لحمة أخوية تخفف آلام كل منهم.

## روابط خارجية
- الفيلم على موقع IMDB